# Stachyuraceae
Famille
Classification APG III (2009)
La famille des Stachyuracées regroupe des plantes dicotylédones ; elle comprend 5 espèces du genre Stachyurus.
Ce sont de petits arbres ou des arbustes, certains à feuillage persistant, à feuilles entières, simples, alternes, à inflorescences en grappes pendantes, des régions tempérées à tropicales, originaires d'Asie (de l'Himalaya au Japon).

## Étymologie
Le nom vient du genre type Stachyurus composé des mots grecs σταχυσ / stachys, épi, et ουρ / our, queue, « queue en épis » en référence aux minces grappes que forment les fleurs de cette plante.

## Classification
Cette famille a été classée dans l'ancien ordre des Theales.
La classification classique, Cronquist (1981), la situe dans l'ordre des Violales, ordre non reconnu par la classification phylogénétique APG (1998).
La classification phylogénétique APG II (2003) et la classification phylogénétique APG III (2009) la situent dans l'ordre des Crossosomatales.

## Liste des genres
Selon Angiosperm Phylogeny Website (2 juin 2010), NCBI (2 juin 2010) et DELTA Angio (2 juin 2010) :
- genre Stachyurus Siebold & Zucc.

## Liste des espèces
Selon NCBI (2 juin 2010) :
- genre Stachyurus
  - Stachyurus chinensis
  - Stachyurus cordatulus
  - Stachyurus himalaicus
  - Stachyurus macrocarpus
  - Stachyurus oblongifolius
  - Stachyurus obovatus
  - Stachyurus praecox
  - Stachyurus retusus
  - Stachyurus salicifolius
  - Stachyurus sigeyosii
  - Stachyurus yunnanensis